# Marcel Prévost

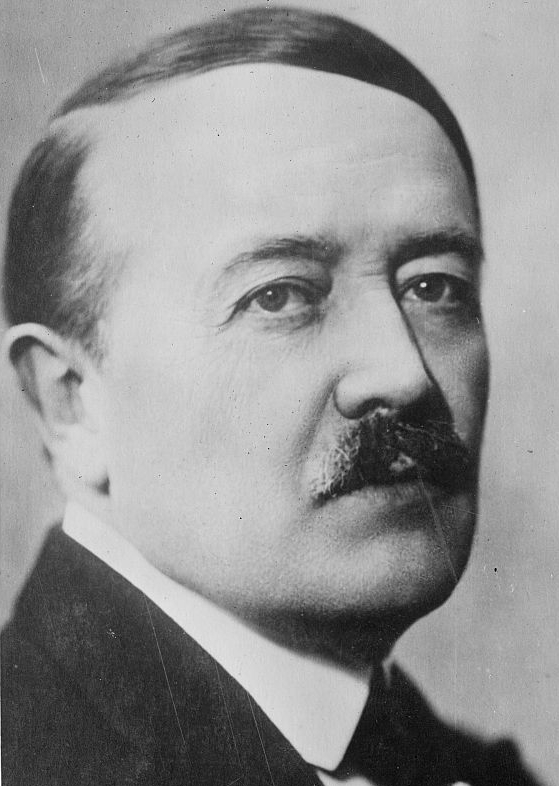
Marcel Prévost

Eugène Marcel Prévost (1. května 1862, Paříž – 8. dubna 1941, tamtéž) byl francouzský romanopisec a dramatik, v letech 1909–1941 také řádný člen Francouzské akademie (Académie française), žijící a autorsky tvořící v období Třetí francouzské republiky.

## Život a dílo
Marcel Prévost navštěvoval křesťanskou základní školu v Orléans, Châtellerault, Bordeaux a Paříži, posléze studoval na pařížské École polytechnique. Než nastoupil na ministerstvo, byl zaměstnán jako inženýr v tabačce.

### České překlady z francouzštiny
Dle Souborného katalogu Národní knihovny České republiky bylo k lednu roku 2018 přeloženo již více než třicet prozaických literárních útvarů, jejichž autorem je francouzský romanopisec Marcel Prévost. Většina z těchto níže uvedených děl byla do češtiny přeložena z francouzštiny ještě za spisovatelova života, tj. na přelomu 19. a 20. století, popř. v jeho prvních třech dekádách, a to nezřídka kdy pod nejrůznějšími pseudonymy, či neúplně zaznamenanými jmény. V jeho románech je patrný zájem o něžné pohlaví. Zřejmě nejvýznamnějším dílem, které kdy napsal, je eroticky laděný román Les demi-vierges (1894), přeložený záhy do češtiny jako Polopanny, či jako Polonevinné.
- Panic: román. Praha: Jos. R. Vilímek, 1930. 240 s. Překlad: Věra H. Viednerová
- Tajemná zahrada. Praha: Přítel knihy, 1929. 226 s. Překlad: Bohumil Ždímal (autorizované vydání)
- Jeho milenka a já: román. Praha: Jan Kotík, 1926. 185 s. Překlad: O. Duchêne (autorizované vydání)
- Andělé strážci: román. Praha: Topič, 1924. 402 s. Překlad: Josef Koupil
- Don Juanky: román. V Praze: F. Topič, 1923. 346 s. Překlad: Josef Koupil
- Slečna Camilla (orig. Mademoiselle Jaufre). Praha: F. Topič, 1923. 356 s. Překlad: Karel Koschin
- Slepý ladič: román. Praha: Alois Hynek, 1923. 94 s. Překlad: Olga Fastrová mladší (Pozn.: zřejmě jedna ze tří dcer české překladatelky Olgy Fastrové)
- Adjutant Benoît. Praha: Topič, 1921. 144 s. Překlad: Jan Pečiva
- Krásná čarodějka. Praha: Havránek, 1921. 80 s. Překlad: Marie Haklová
- Léa. Praha: Topič, 1921. 512 s. Překlad: Viktor Šuman
- Tři dcery Eviny. Praha: J. Havránek, 1921. 93 s. Překlad: Petr L. Kratochvíl
- Láska slepého umělce. Žižkov (Přemyslova č. 9): J. Havránek, 1920. 146 s. Překlad: Stanislav Krotký
  - Láska slepého umělce. Praha: B. Procházka, 1928. 104 s. Překlad: Stanislav Krotký
- Šťastné manželství: román z pařížských kruhů. Praha: Vydavatelství Dobrých autorů, 1920. 162 s. Překlad: Karel Vít-Veith[5]
- Štírek. Praha: Alois Hynek, 1920. 267 s. Překlad: Jaroslava Vobrubová-Veselá
- Dítě nevěrnice. Praha: Českomoravské podniky tiskařské a vydavatelské, 1919. 174 s. Překlad: Karel Černý
- Dopisy Františce – mamince (orig. Lettres à Françoise). V Praze: Nákladem „Dědictví Komenského“, 1919. 196 s. Překlad: Bohumil Ždímal
- Loutečka. V Praze: Nákladem Jaroslava Havránka, 1919. 96 s. Překlad: Stanislav Krotký
- Portréty pařížských manželů: skizzy a obrázky z pařížských manželských zákoutí. Praha: Kvasnička a Hampl, 1919. 94 s. Překlad: Otakar Hanačík
- Sestřenka Laura. Praha: Alois Hynek, 1919. 175 s. Překlad: Jaroslava Vobrubová-Veselá
  - (ostatní vyd. Praha: O. Girgal, 1920 (a 1930). 136 s. Překlad: K. Štěpánek)
- Touha. V Praze: I. L. Kober, 1917. 32 s. O. Levin
- Ve víru lásky. Praha: I. L. Kober, 1916. 52 s. Překlad: Jaroslav Horský popř. Jaroslav Zajíček-Horský
- Podzim ženy. 1. vyd. Praha: F. Topič, 1916. 296 s. Překlad: František a Hanuš Jelínkovi
  - (ostatní vyd. 1918 a 1920)

- Další listy žen. V Pacově: Přemysl Plaček, 1916. 63 s. Překlad: B. Lhota; Ilustrace: Vratislav Hugo Brunner
  - Další listy žen. Pacov: Plaček, 1917. 63 s. Překlad: B. Lhota
- Zpověď milence. Praha: Topič, 1915. 219 s. Překlad: J. Rejlek
- Tři listy žen (: z cyklu „Lettres de femmes“). V Pacově: Přemysl Plaček, 1915. 47 s. Překlad: Karel Rudnický
- Pán a paní Molochovi. Díl I. Praha: České slovo, 1914. 242 s. Překlad: Adolf Muťovský (pseudonym Adolfa Truksy)
  - Pán a paní Molochovi. Praha: Hejda a Tuček, 1915 (a 1919). 325 s. Překlad: Nina Jehličková-Tučková
- Patnáct povídek. V Praze: J. Otto, 1910. 179 s. (pozn.: obsah souboru neuveden)
- Petr a Tereza. V Praze: Jos. R. Vilímek, 1909. 306 s. Překlad: Jiří Guth
- Dopisy žen (orig. Lettres de femmes). Praha: Topič, 1908. 163 s. Překlad: Jan Chvojan (pseudonym)
  - (ostatní vyd.: Praha: Topič, 1918 a 1922. obě 178 s.)
  - Nové dopisy žen (orig. Nouvelles lettres de femmes). Praha: F. Topič, 1920. 163 s. Překlad: Jan Chvojan
- Helenka (orig. Chonchette). Praha: Hynek, 1903. 245 s. Překlad: Josef Koupil
  - (ostatní vyd.: Praha, 1920 a 1924. 245 a 261 s.)
- Zlatá kočka; Pomsta. Praha: I. L. Kober, 1906. 28 s.
- Silné ženy: román. Hradec Králové: Nezávislost, 1905. 128 s. Překlad: Karel Král
  - Silné ženy: román. Praha: František Šimáček, 1908. 277 s. Překlad: Josef Ducháč
- Mezi námi děvčaty. Praha-Žižkov: Tiskem a nákladem Rundenšteina a Fialy, 1900. 54 s. Překlad: J. Ort-Hradčanský (pseudonym někdejšího ředitele pojišťovny Josefa Orta)[6]
- Julinčiny vdavky (orig. Le Mariage de Juliette). Praha: Jos. R. Vilímek, 1897. 95 s.
  - Julinčiny vdavky. 2. vyd. Praha: Vilímek, 1905. 95 s. Přel. Fr. S. Procházka
  - Julinčiny vdavky. Praha: J. Kotík, 1919 (a 1926). 94 s. Překlad: Oliva Jílovská (pseudonym Franty Štěpánka)
- Mlýn nazaretský. V Praze: F. Šimáček, 1896. 84 s. Překlad: Emanuel rytíř z Čenkova, popř. Emanuel Čenkov
- Polonevinné (orig. Les demi-vierges). V Praze: Vzdělávací bibliotéka, 1894?. 366 s. Překlad: Emanuel rytíř z Čenkova, popř. Emanuel Čenkov (autorisovaný překlad)
  - Polopanny (orig. Les demi-vierges). Praha: J. R. Vilímek, 1895?. 339 s. Překlad: Ignát Hořica
  - Polopanny (orig. Les demi-vierges). V Praze: Akademické knihkupectví, 1919. 310 s. Překlad: Jarka Nevole